# 英國性交易產業

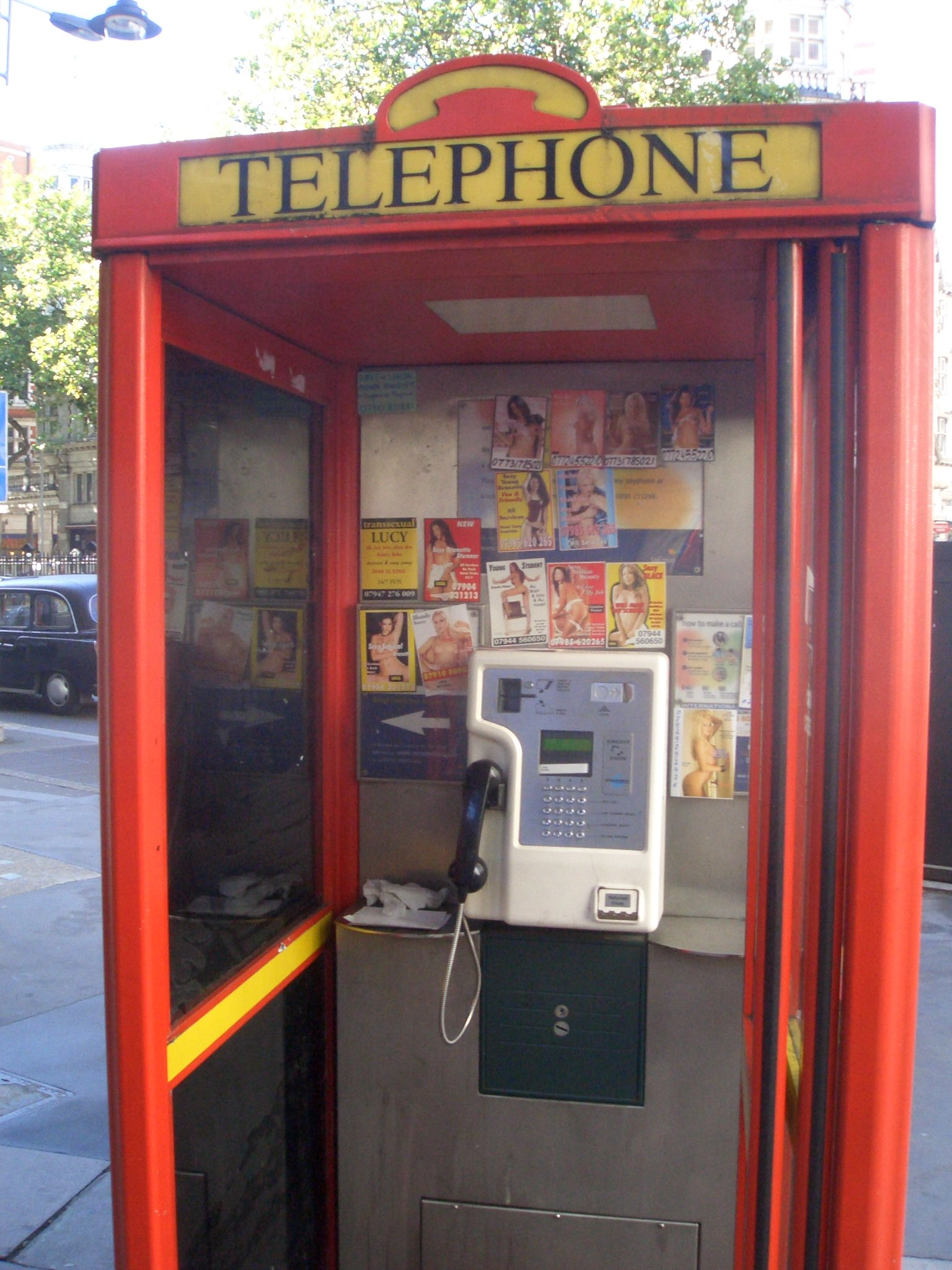
於英國電話亭常見的賣淫廣告

賣淫在英國（英格蘭、蘇格蘭及威爾士）是合法的，不過部分相關的活動，包括在公眾地方拉客、在街道上遊蕩（俗稱企街）、管有及經營妓院和扯皮條都屬違法。自2015年6月1日起，賣淫在北愛爾蘭是犯法行為 。
雖然有相關監管法例，但不是經常嚴格執行，據報警察甚至抱著隻眼開隻眼閉的態度，至不少妓院於曼徹斯特、倫敦及加的夫等城市以按摩院的晃子營業。